# ユーリ!!! on ICE
『ユーリ!!! on ICE』（ユーリ オン アイス、YURI ON ICE）は、久保ミツロウと山本沙代の原案による日本のテレビアニメ作品。2016年10月から12月まで、テレビ朝日ほかにて放送された。

## 概要
2016年3月22日に公式サイトがオープンし、同年3月27日の「AnimeJapan 2016」において正式に製作が発表された。同年9月25日には「東京・TOHOシネマズ渋谷」において先行上映会が開催され、作中で使用される演目は振付担当の宮本賢二が20曲分全てを、久保からキャラクターのイメージなどを聞いた上で振り付け、それらを実際に滑って撮影した映像を元にスケートシーンが構成されていることなどが明かされている。
オープニング・テーマはアニメ関連は初めてとなるDEAN FUJIOKAが作詞・作曲し歌う楽曲となり、エンディング・テーマはYou Only Live Once feat. w.hatano。
また、作中ではテレビ朝日でフィギュアスケート実況を担当している加藤泰平が、実況アナウンサー「諸岡久志」役を務め、男子フィギュアスケーターの本田武史や織田信成やステファン・ランビエール が本人役として、大会の解説やレポーターとなってゲスト出演しており、織田は「『ユーリ!!! on ICE』は現役選手や元選手の間でもすごく話題になっている」と語っている。
2018年2月の平昌オリンピックにて、須崎海羽と木原龍一のペアが、ユーリ!!! on ICEの劇中曲を使用し、世界のアニメファンの間で話題となった。
テレビ朝日のコンテンツ編成局アニメ担当局次長の小野仁は、本作の制作により社内にロールモデルが出来たことが2020年の『NUMAnimation』枠設立に繋がったとしており、同枠では本作と同様にテレビ朝日のスポーツ中継権を活かした作品を多く放送している。

## あらすじ
主人公勝生勇利は23歳のフィギュアスケート特別強化選手。実力はあるが、初出場したグランプリファイナルで、メンタルの弱さからの大敗が響くなど、その後も大きな大会へも選抜されずに自身のシーズンが終了となる。スケートのために留年していた大学も卒業したことから、引退も含めた今後の身の振り方を考えるべく、スケート拠点にしていたデトロイトから5年ぶりに故郷・九州長谷津の実家である温泉施設「ゆーとぴあ かつき」に帰省する。
落ち込み状態からの気持ちの切り替えを兼ね、昔のリンクメイト西郡優子の前で憧れの世界トップフィギュア選手ヴィクトル・ニキフォロフのプログラムを滑るが、その動画を優子の三つ子の娘たちによって無断でネットにアップロード、拡散されてしまう。1か月後、その動画を観たヴィクトルが「ゆーとぴあ かつき」を突然訪れ、勇利のコーチになると申し出る。
「ゆーとぴあ かつき」に滞在し、優子と今はその夫である同じく幼馴染の西郡豪が働く地元のスケートリンク「アイスキャッスルはせつ」をホームリンクとすることにしたヴィクトルは、グランプリファイナル以後太ってしまった勇利に、痩せるまでコーチはしないし、リンクにもあげさせないと宣告したため、まずミナコ先生のバレエ教室等でシェイプアップに励むことになった。
ヴィクトルが勇利のコーチになったことが世界中に知れ渡り、長谷津の街も大騒ぎになる。勇利の体脂肪が元に戻った頃、次シーズンからシニア部門にあがることになっていたジュニア金メダリストのユーリ・プリセツキーが、「シニアデビューの際にはヴィクトルが振り付けたプログラムをくれる」という約束を果たせと、ヴィクトルをロシアへ連れ戻すために押しかけてくる。ヴィクトルは、対極的なテーマを持つアレンジ違いの2つの曲「愛について」に合わせ、ヴィクトルが振り付けたプログラム勝負に勝った方のコーチをすると約束する。ヴィクトルは勇利とユーリそれぞれの望みとは逆に、勇利には「エロス」、ユーリには「アガペー」のテーマを振り分ける。勝負のためのアイスショー「温泉 on ICE」は街を上げての開催の運びとなり、思わぬ流れでふたりの「ユーリ」は対決することになる。
ふたりの「ユーリ」はそれぞれにテーマに取り掛かり、勇利はヴィクトルによる「エロス・性愛」の模範演技から、色男に仕掛けられた恋の駆け引きをするうちに正常な判断を失って男に堕ちる美女の物語という解釈をし、自分にとって正常な判断を失わせるものは「カツ丼」という珍解答を導き出す。一方、野心と自信にあふれ、欲望が前に出てしまいがちなユーリも「アガペー・無償の愛」の糸口を、自分と祖父との関係性に見出していた。ヴィクトルはふたりの「温泉 on ICE」用にと、自分が過去に使った衣装をロシアから取り寄せる。勇利はその中にあった世界ジュニア時の衣装が、髪が長かった頃なので男女両方をイメージしたと聞き、ひらめきを得る。「温泉 on ICE」を迎え、先に滑ったユーリは今までの中では一番の出来とヴィクトルから評されたものの、自身の課題の消化不良に消沈する。勇利は男女の愛と欲望の物語を、色男ではなく追いかけられる美女のスタンスで滑り、新たな一面を切り開くことに成功する。自ら敗北を悟ったユーリは勇利をライバルと定めてロシアに戻り、勇利はヴィクトルのコーチのもと、グランプリファイナル優勝を目指すことを観客に宣言するのだった。
GS（グランプリシリーズ）には、そのまま「愛について〜Eros〜」をSP（ショートプログラム）として決めた勇利だったが、FS（フリースケーティング・フリープログラム）は自分でプロデュースするようヴィクトルに勧められる。勇利にはデトロイト時代に友人の音大生に作ってもらいながら結局は使わなかったオリジナル曲があり、そのことを知ったヴィクトルに聴かせたものの、良い反応は得られなかった。行き詰まりからのヴィクトルと感情的な行き違いが起こり、その解決に至るまでのヴィクトルとの交流から、他人に踏み込むことを怖がっていてはいけないと感じた勇利は、音大生に連絡を取って曲のテーマを変えたリメイクを頼み、新たな曲はヴィクトルも納得のいくものとなる。
GSの開催場所とアサイン（出場割当）が発表され、第1戦アメリカ大会、第2戦カナダ大会、第3戦中国大会、第4戦日本大会、第5戦フランス大会、第6戦ロシア大会のうち、勇利は中国大会とロシア大会への出場が決定するが、一方で全日本選手権は先シーズンの不振からシード権を失っているため、地方ブロック大会から参加する必要があり、今シーズン初戦はGSではなく中四国九州選手権大会となった。勇利は「自分の愛」をテーマとしたFS用オリジナル曲を「Yuri on ICE」と名付け、今シーズンに向かう。

## 登場人物

### 主要人物
勝生勇利（かつき ゆうり）
声 - 豊永利行
本作の主人公。フィギュアスケート特別強化選手でシニア5年目の23歳。身長173cm。九州の長谷津（はせつ）町（佐賀県唐津市がモデルの架空の町）出身。日常生活では眼鏡をかけている。カツ丼の大盛りが大好物だが、太りやすい体質で特技はダイエット。独特のリズム感を持っており、ヴィクトルには「音楽を奏でるようなスケーティング」に惹かれてコーチをする気になったとまで言われた。自信が持てずプレッシャーには弱いが、その実負けず嫌い。体力がありスタミナに恵まれているため、プログラム後半に高難度な大技をもってくることができる。競技ではテクニカルエレメンツ（技術要素点）で失敗しても、プログラムコンポーネンツ（演技構成点）で取り返すといったプレイスタイル。憧れのヴィクトルに影響されて、自身もプードルに「ヴィクトル」と名付けて飼っていたが、初出場したグランプリファイナル直前に実家で亡くなっており、このことも大敗に影響した。
酔っ払うと父親そっくりに暴れるという酒癖の悪さを自覚しており飲酒を控えていたのだが、昨シーズンのGPF後のバンケットではひたすらシャンパンを煽って泥酔し、ユーリやクリスだけでなくヴィクトルにも絡んでおり、「ダンスバトルで自分が勝ったらコーチになってほしい」とヴィクトルにお願いしていたことが、第10話のGPFでバルセロナ入りした際の会食で判明するが、勇利自身は酔った時の記憶がなかった。ちなみに彼らがダンスバトルをしている光景は、第10話のEDにて、各選手のInstagramで撮った写真で掲載されている。
初出場したグランプリファイナルに大敗した後、早々に自身のシーズンが終了してしまい、今後の進退について検討していた時期に突如来日したヴィクトルのコーチ就任の申し出を受け、次シーズンのグランプリファイナル優勝を目指すこととなる。
GPS中国大会ではSPではパーソナルベストを叩き出し、ピチットに次ぐ総合2位となった。ロシア大会のSPではノーミスの滑りをするも、J.J.に追い越され2位となる。FSではコーチであるヴィクトルの不在の影響もあり、総合4位と終わるが、GPシリーズ総合6位で通過し、2年連続のグランプリファイナル進出を決める。
ファイナルSPでは、成功率の低い4回転フリップに挑戦するが完全には成功せず、4位スタートとなる。ヴィクトルの進退と自分の進退について、ヴィクトルと意見が対立する中、FSでヴィクトルの持つ歴代最高得点を更新するが、総合でユーリに及ばす2位に終わる。しかし、選手復帰とコーチの兼業を意識したヴィクトルの発言もあり、自身も現役と師弟関係の継続を決める。エピローグでは勇利も拠点をロシアに移した様子がみられ、ラストにヴィクトルとユーリに出迎えられている。
ヴィクトル・ニキフォロフ
声 - 諏訪部順一
ロシア選手。27歳。身長180cm。世界選手権5連覇を成し遂げた「リビング・レジェンド（生きる伝説）」と称されるフィギュアスケーター。勇利のジュニア時代からの憧れの選手でもある。人を驚かせる事を自身のスケーティングのモットーとしており、卓越した演技と美貌とカリスマ性で人々を魅了し続けている。飄々としており、サービス精神旺盛で人当たりは柔らかいものの、本心が掴みにくいところがあり、自身の思うとおりに振る舞うため、常に周囲の人間を振り回している。また、約束事を忘れ易い。しかし、フィギュア指導は極めて厳格であり、笑顔で相手の欠点を容赦なく指摘する。自身のコーチであるヤコフからは愛称の「ヴィーチャ」で呼ばれている。
次シーズンの振り付けに取り掛かっていたが、自身の演技が人に驚きを与えにくくなっていると感じ、苦悩を抱え、モチベーションが落ちていた。そんな中、自身のFSプログラムを滑る勇利の動画を見た事で、彼の元を訪れコーチ就任を宣言する。就任後は勇利の実家旅館に居住している。大食漢で酒好き。
「マッカチン」という名のスタンダード・プードルを飼っており、日本にも連れてきている。
動画が直接のきっかけではなく、昨シーズンのGPF後に行われたバンケットで泥酔した勇利に絡まれてダンスバトルを申し込まれており「ダンスバトルで自分が勝ったらコーチになってほしい」とお願いされていた。
試合が進む中で競技者としての精神を刺激されているのではと感じとった勇利からファイナルでコーチを解消し競技に復帰してほしいと望まれるも、ヴィクトルはそれを拒否したまま、FSで勇利が自分の記録を更新したことによって競技への復帰を決意する。更に引き続き師弟関係を続行することとなった。エキシビションでは勇利と共に「離れずにそばにいて」を滑っている。
ユーリ・プリセツキー
声 - 内山昂輝、古城門志帆（幼少時）
本作における「もうひとりのユーリ」。15歳。身長163cm。シニアデビューを控えたロシアの選手。「ロシアの妖精」の異名を取る金髪の美少年だが、リンクを下りれば柄が悪く態度の大きいヤンキーと化す。ヴィクトルとは同門。 2人の「ユーリ」が紛らわしいと、真利に「ユリオ」と一方的に名付けられ、本人は嫌がるものの、長谷津から勇利とユーリ両方の知人の一部からは「ユリオ」の渾名で呼ばれるようになる。ノービス時代より国の援助を受けて一家を支えており、ジュニアでは無類の強さを発揮した。虎や豹やライオンといった猛獣の柄や意匠のファッションを好む。 祖父のコーリャ・プリセツキー（声 - 小林操）には幼少の頃から面倒を見てもらっていて、「ユーリ」の愛称である「ユーラチカ」と呼ばれている。ファイナルの前日には、オタベックに「ソルジャーの目をしている」「自分と似ていると思っていた」と、友人になることを申し入れられ、ユーリにとっての初の友となる。
ジュニア時代、ヴィクトルにシニアデビューの振り付けを約束していたが、約束を忘れ勇利のコーチ就任を宣言したヴィクトルを追って来日する。ヴィクトルの指導を賭けた「温泉 ON ICE」に挑むも、提示された課題・アガペー「無償の愛」に対する自身の答えを熟し切れず、勇利に敗北し一人ロシアに帰国する。この敗北を機に勇利をライバルと見なし、次シーズンでのリベンジを誓う。
GPSカナダ大会ではJ.J.に次ぐ2位。ロシア大会にて勇利と再戦し、SPは勇利に次ぐ3位となる。FSではパーソナルベストを出すもJ.J.に上回れ、総合2位でロシア大会を終える。そしてシニア・クラス初シーズンでGPシリーズ4位通過でファイナル進出を決め、 ファイナルSPでは、ヴィクトルの歴代成績をも上回るスコアを叩き出し、世界歴代最高を更新し、1位発進となる。
実は昨シーズンのGPFから同じ名前と独特のステップを持つ勇利のことを密かに注目していて彼の動向を気にしていた。FSではヴィクトル以外に目を向けない勇利を挑発するように渾身の滑りを披露するが勇利の得点には及ばなかった。しかし総合では僅差で上回る点数を獲得し、見事シニアデビューで金メダルを獲得するにいたった。ラストではヴィクトルと共にロシアで勇利を出迎えている。

### 勝生家
勝生利也（かつき としや）
声 - 紺野相龍
勇利の父親で、温泉施設「ゆーとぴあ かつき」の経営者。54歳。酒癖が悪く、その血は勇利に受け継がれている。
勝生寛子（かつき ひろこ）
声 - はやみけい
勇利の母親で、温泉施設「ゆーとぴあ かつき」の女将。49歳。得意料理はカツ丼で、これを食したヴィクトルとユーリも大いに気に入っている。
勝生真利（かつき まり）
声 - 坂井恭子
勇利の姉で、温泉施設「ゆーとぴあ かつき」で働いている。30歳。喫煙者。
5年ぶりに郷里に帰ってきた勇利に、身の振り方を尋ね、スケートを続けるなら応援すると声をかけた。自分が好きなバンドマン「タカオ」に似ていたことが切っ掛けで、長谷津にきたユーリのファンとなり、彼に「ユリオ」と渾名を付け、大会では勇利とユーリの双方の応援をしている。

### 西郡家
西郡豪（にしごおり たけし）
声 - 福山潤、内藤有海（幼少期）
優子の夫で、西郡三姉妹の父親。24歳。勇利の元リンクメイト。
西郡優子（にしごおり ゆうこ）
声 - 伊瀬茉莉也
豪の妻で、西郡三姉妹の母親。25歳。「アイスキャッスルはせつ」で働いている。勇利の元リンクメイト。ヴィクトルのファンで、幼い頃はよく勇利とヴィクトルのプログラムを真似して滑っていたという。ユーリとはさながら「年の近い母子」のように気が合っていた模様で、メル友にもなっており、彼の近況報告を勇利たちに報告していた他、GPでも勇利と共に応援していた。
西郡三姉妹（にしごおりさんしまい） / 西郡空挧流（にしごおり あくせる）、西郡流麗（にしごおり るっつ）、西郡流譜（にしごおり るーぷ）
声 - 矢島晶子
西郡夫妻の3つ子の娘。6歳。名前はそれぞれアクセル・ルッツ・ループから。SNSが大好き。通称「スケオタ三姉妹」で、動画や画像などを3人で分担している。彼女らが録画して投稿した勇利の完コピ動画がヴィクトルが勇利のコーチに就任する決定打となった。

### 主要登場人物のその他の関係者
ミナコ
声 - 小松由佳
寛子の先輩であり、元バレエダンサー。現在は長谷津でバレエ講師をしているが生徒は少なく、夜はスナックで働いている。大の酒好き。
幼少期の勇利にスケートを奨め、現在まで応援を続けると同時に、バレエ指導も行なっている。
ヤコフ・フェルツマン
声 - 手塚秀彰
ヴィクトル、ユーリ、ポポーヴィッチのコーチ。70歳。気性が激しく、自身の指導に従わない者には容赦なく叱責する。
ヴィクトルのコーチ転身については、リンクを離れると現役に戻れなくなるという懸念を持っており、また「自分を一番と思っている奴に務まるわけがない」という理由で反対していた。
チェレスティーノ・チャルディーニ
声 - 落合弘治
イタリア系アメリカ人のスケート・コーチ。45歳。「チャオチャオ」と挨拶するため、そう呼ばれることもある。前シーズンまでの勇利のコーチで、現在は引き続きピチットのコーチを務めている。過去にはJJのコーチをしていたこともある。
勇利の現役続行を喜ぶと同時に、「自分に自信を持て」とアドバイスを送っている。
リリア・バラノフスカヤ
声 - 田村聖子
元ボリショイ・バレエのプリマであり、ヤコフの元妻。極めて厳格な性格。
ユーリの日本からの帰国後、ヤコフの要請を受けてにコーチに就任し、ユーリをヤコフと共に自宅に住まわせ、プリマ級のバレエ指導を施している。

### 各国の代表選手
南健次郎（みなみ けんじろう）
声 - 村瀬歩
日本の選手。17歳。身長155cm。
シニアに上がったばかりで、若手ナンバーワンと言われている九州のホープ。博多弁で話す。昨年の全日本選手権では、全ミスだった勇利の得点を大きく上回っていた。勇利の熱狂的なファンでリスペクトしている。今年の中四国九州地区予選ではSP4位、FSを経て総合結果は2位。いつか勇利とGPSで競いたいと語り、勇利の現役続行を望む。
オタベック・アルティン
声 - 細谷佳正
カザフスタンの選手。18歳。身長168cm。
あまり感情が表に出ない無口でシャイな性格だが、スケートは雄弁。昨シーズンの世界選手権ではシニアデビューにして3位入賞を果たすほどの実力者。
アメリカ大会では2位、日本大会で優勝を飾りいち早くグランプリファイナル進出確定する。GPシリーズ2位通過。
ジュニア時代にロシアでユーリと出会ってから惹かれており、ファイナルの前日にバルセロナで再会した際にユーリに友になろうと誘い、ユーリの初めての友達になる。
グランプリファイナルSPではパーソナルベストを出し、2位となる。
季光虹（ジ・グァンホン）
声 - 本城雄太郎
中国の選手。17歳。身長160cm。そばかすが特徴。
アメリカ大会では3位入賞を果たし、勇利が参戦した中国大会にも出場したが、ファイナル進出は逃している。友人のピチットに少し憧れていて、彼の影響でSNSに自撮り写真をアップすることもある。火鍋が嫌い。夢はハリウッドセレブ。
クリストフ・ジャコメッティ
声 - 安元洋貴
スイスの選手。25歳。身長183cm前後。
色気のある演技が特徴。昨年のGPFでは、ヴィクトルに次ぐ2位の世界的スケーター。毎年GPFに出場しているものの、優勝は未経験。スロースターターで序盤にピークをもってくることはないが、波がなく大きく崩れることがない。ヴィクトルのいないシーズンにモチベーションが上がらずにいたが、SPでの勇利の演技に触発され、大人の色気では負けないと「色気の破壊兵器」としての実力を見せ付けたもののミスもあり、中国大会SPの結果は5位、FSを経て3位で終わる。しかしフランス大会で優勝を飾り、GPシリーズ3位通過でファイナル進出を決める。
GPFのSPでは、持ち味である大人の色気あふれる滑りを見せ、回転にミスがありながらも3位となる。
ジャン・ジャック・ルロワ
声 - 宮野真守
カナダの選手。19歳。身長178cm。
あだ名はJ.J.（ジェイジェイ）。自信満々でビッグマウスだが、相応の実力を有し、手に入れたいタイトルは確実に取る有言実行の男で、GPFと世界選手権の金メダル候補として名があがっている。父のアラン・ルロワ（声 - 長谷川敦央）と母のナタリー・ルロワ（声 - くじら）は共にアイスダンスの元オリンピックチャンピオンで、弟妹もジュニアで活躍しているフィギュアスケート一家。イザベラ・ヤン（声 - 和優希）という恋人がおり、GPFには同伴してバルセロナ入りしている。
昨年はグランプリファイナル3位の成績を残しており、今期は地元カナダ大会では優勝。ロシア大会のSPではパーソナルベストを更新し、勇利を抜いて1位となる。FSでは改めて「キング」としてのスケートを見せ、SPに続いて総合でも1位となり、GPシリーズでは、SP、FSともほぼノーミスの滑りでGPシリーズ1位通過でファイナル進出を決める。
ファイナルのSPでは自信を持って臨んだものの、「ファイナルの魔物」にのまれて3回転すらも成功せずミスが続き、6位となり意気消沈するが、イザベラはじめファンの涙ながらの大声援を受け立ち直る。
ピチット・チュラノン
声 - 小野賢章
タイの選手。20歳。身長165cm。
デトロイトでの勇利のリンクメイト。ネット大好きで、自撮りスキルが高く、頻繁に写真をSNSにアップしている。勇利の帰国後に自身もタイに帰国したが、勇利とは今でも友人として交流がある。
アメリカ大会での成績は4位で惜しくも入賞できなかった。中国大会でのSPの結果は4位だったが、FSではパーソナルベストを出し勇利を追い越して優勝する。この優勝がトータル成績に大きく影響し、東南アジア人として初のGPF進出をGPシリーズ5位通過で確定する。
ファイナルSPでは得点ではなくエンターテイメントを選び、ノーミスの滑りを見せたが5位という結果に終える。
ミケーレ・クリスピーノ
声 - 前野智昭
イタリアの選手。22歳。身長179cm。
イタリア男とは思えないくらい硬派な童貞。妹のサーラとは双子である。また、シスターコンプレックスで、妹に他の男を寄せ付けさせない。
日本大会は3位。ロシア大会SPでは5位。FSの前にサーラからお互いに自立することを申しだされて葛藤の上、新たなスケートを披露する。パーソナルベストを出し総合3位となり、勇利と同点となるが各大会順位の規定から、ファイナル出場を逃す。
サーラ・クリスピーノ
声 - 皆瀬まりか、大関英里（少女時代）
ミケーレの双子の妹。女子世界ランク4位の選手。 常に傍らにいた兄ミケーレに離れて滑ることを宣告し、ファイナルに進出する。
イ・スンギル
声 - 野島健児
韓国の選手。20歳。身長170cm。
美形で人気が高いが、女嫌いでフィギュアスケート一筋。ヴィクトルとは対照的にファンサービスは一切しない。滑りながら自身の演技を診断しスコア計算するほど冷静である。
日本大会では2位。ロシア大会SPでは4位だったが、FSではミスが出て総合6位となり、GPSを終える。
レオ・デ・ラ・イグレシア
声 - 土岐隼一
アメリカの選手。19歳。身長167cm。
メキシコ系アメリカ人。アメリカ大会では初優勝を決め、中国大会でグランプリファイナル出場に意気込みを見せ、SPでは自ら振り付けをした演技で3位となったが、FSで沈んでファイナル出場を逃す。
エミル・ネコラ
声 - 日野聡
チェコの選手。18歳。身長183cm。
心優しく、裏表のない性格の紳士。ミケーレの子分のような存在で、弟分気質。
カナダ大会では3位。ロシア大会SPでは6位で、FSは4回転を4本成功させ脅威のスケートを滑るも、後半の回転でのミスが目立ち総合5位でロシア大会を終える。
ギオルギー・ポポーヴィッチ
声 - 羽多野渉
ロシアの選手。27歳。身長178cm。
ヴィクトルとユーリのリンクメイトで、今までヴィクトルの影に隠れていたが、彼が勇利のコーチに就任したことで陽の目を見ることとなる。付き合っていたアイスダンサーの女性に振られてしまい、今期のテーマが「ハートブレイク」となっている。中国大会では「眠れる森の美女」の悪い魔女カラボスを熱演し、振られた心の傷が極まっての泣きながらの演技は、ユーリやミラから引かれていたが高得点となり、SPは2位となったが、FSを終え総合で4位。フランス大会では3位となりファイナル出場を逃す。
ミラ・バビチェヴァ
声 - 土井真理
ロシアの選手で、ユーリのリンクメイト。18歳。女子世界ランク3位の選手。男勝りな腕力の持ち主で、アイスホッケー選手の彼氏が浮気し、別れる際に半殺しにして病院送りにした逸話がある。

### その他
諸岡久志（もろおか ひさし）
声 - 加藤泰平
スケート好きの熱血アナウンサー。27歳。物語冒頭のグランプリファイナルで敗退した勇利を案じると同時に、現役続行を願っている。勇利の出場する大会全ての実況アナウンサー。テレビ朝日アナウンサーの加藤泰平がモデルであり、声も本人が務める。
本田武史
声 - 本人
物語冒頭のグランプリファイナルでスケート解説をしている。
織田信成
声 - 本人
勇利が出場する大会のスケート解説をしている。10話の次回予告でもボイスオーバーで出演した。
ステファン・ランビエール
声 - 本人
GPFのバルセロナで現地レポーターを務めた。

## スタッフ
- 原案 - 久保ミツロウ × 山本沙代
- 監督・シリーズ構成 - 山本沙代
- 演出チーフ - 宍戸淳
- ネーム・キャラクター原案 - 久保ミツロウ
- フィギュアスケート振付 - 宮本賢二
- キャラクターデザイン・総作画監督 - 平松禎史
- 画面設計 - 淡輪雄介
- 美術設定 - 田村せいき
- 美術監督 - 水谷利春
- 色彩設計 - 広瀬いづみ
- 撮影監督 - 大山佳久
- CGディレクター - 高村智
- 編集 - 長坂智樹
- 音響監督 - 清水洋史
- 音楽 - 梅林太郎、松司馬拓
- 音楽制作 - PlANO
- 音楽プロデューサー - 冨永恵介
- チーフプロデューサー - 松久智治、遠藤哲哉、竹中信広、野口智、金庭こず恵、岩瀬安輝
- アソシエイトプロデューサー - 常葉みどり、中世古裕美、森悠紀、笠井祐介、出藏寛幸、上治知世、森脇誠
- アニメーションプロデューサー - 野田楓子、小川崇博
- アニメーション制作 - MAPPA
- 製作 - ユーリ!!! on ICE製作委員会（エイベックス・ピクチャーズ、テレビ朝日、電通、シーアイシー、Cygames、テレビ朝日ミュージック、ムービック、MAPPA[11]）

## 主題歌
「History Maker」
DEAN FUJIOKAによるオープニングテーマ。作詞はDEAN FUJIOKA、作曲はDEAN FUJIOKAと梅林太郎と松司馬拓。
「You Only Live Once」
YURI!!! on ICE feat. w.hatanoによるエンディングテーマ。作詞は西寺郷太、作曲は彦田元気、編曲は彦田元気と冨永恵介。

## 劇中曲

### ショートプログラム用音楽
| キャラクター               | 曲名                                           | 作詞                              | 作曲・編曲                | アーティスト                         | 話数               |
| -------------------------- | ---------------------------------------------- | --------------------------------- | ------------------------- | ------------------------------------ | ------------------ |
| 勝生勇利                   | 愛について〜Eros〜                             |                                   | 梅林太郎（作曲） 松司馬拓 | 松司馬拓 featuring 沖仁              | 2、3、5、 6、8、11 |
| ユーリ・プリセツキー       | 愛について〜Agape〜                            | 宮城徳也 冨永恵介                 | 梅林太郎                  | 梅林太郎 （Boy Soprano：杉山劉太郎） | 2、3、 8、11       |
| ピチット・チュラノン       | 映画"王様とスケーター"より 「Shall We Skate?」 | 久保ミツロウ （英語訳：sugar me） | 松司馬拓 ハヤシベトモノリ | 松司馬拓 featuring The Soulmatics    | 6、11              |
| ジ・グァンホン             | La Parfum de Fleurs                            |                                   | 松司馬拓                  | 松司馬拓指揮 Ensemble FOVE           | 6                  |
| レオ・デ・ラ・イグレシア   | Still Alive                                    | sugar me                          | 梅林太郎 ハヤシベトモノリ | 梅林太郎 featuring MATT CAB & WISE   | 6                  |
| クリストフ・ジャコメッティ | Intoxicated                                    | sugar me                          | 梅林太郎                  | 梅林太郎 （Vocal：Jovette Rivera）   | 6、11              |
| ミケーレ・クリスピーノ     | 映画"Destiny Of Knights"より 「L'homme Armé」  |                                   | 松司馬拓米田望            | 松司馬拓                             | 8                  |
| ジャン・ジャック・ルロワ   | Theme of King JJ                               | sugar me                          | 梅林太郎                  | 梅林太郎 featuring Linus Norda       | 8、11              |
| イ・スンギル               | Almavivo                                       |                                   | 松司馬拓                  | 松司馬拓                             | 8                  |
| オタベック・アルティン     | ≪サマルカンド≫序曲                             | 松司馬拓指揮 Ensemble FOVE        | 松司馬拓                  | 11                                   |                    |

### フリースケーティング用音楽
| キャラクター               | 曲名                                              | 作詞                                                     | 作曲・編曲                             | アーティスト                                   | 話数            |
| -------------------------- | ------------------------------------------------- | -------------------------------------------------------- | -------------------------------------- | ---------------------------------------------- | --------------- |
| ヴィクトル・ニキフォロフ   | アリア 《離れずにそばにいて》                     | 久保ミツロウ （イタリア語訳：Edoardo Gerlini、上田シマ） | 松司馬拓                               | 松司馬拓指揮 Ensemble FOVE （Tenor：工藤和真） | 1               |
| 勝生勇利                   | Yuri on ICE                                       |                                                          | 梅林太郎 冨永恵介（編曲）              | 梅林太郎                                       | 4、5、7、 9、12 |
| 南健次郎                   | Minami's Boogie                                   | 梅林太郎 村田陽一 （編曲）                               | 5                                      | 梅林太郎                                       |                 |
| ジ・グァンホン             | 映画"上海ブレイド"より 「The Inferno」            | 松司馬拓 米田望                                          | 松司馬拓（sax：上野耕平）              | 7                                              |                 |
| クリストフ・ジャコメッティ | スペイン狂詩曲                                    | sugar me                                                 | 松司馬拓                               | 松司馬拓指揮 Ensemble FOVE                     | 7、12           |
| ピチット・チュラノン       | 映画"王様とスケーター2"より 「Terra Incognita」   | 松司馬拓 冨永恵介                                        | 松司馬拓                               | 松司馬拓 featuring U-zhaan                     | 7、12           |
| ギオルギー・ポポーヴィッチ | A Tales of Sleeping Prince                        | sugar me                                                 | 梅林太郎                               | 梅林太郎 featuring AISHA                       | 7               |
| エミル・ネコラ             | Anastasis                                         |                                                          | 梅林太郎                               | 梅林太郎                                       | 9               |
| ミケーレ・クリスピーノ     | Serenade for Two                                  | sugar me                                                 | 梅林太郎 松司馬拓                      | 梅林太郎 & 松司馬拓 featuring Wouter Hamel     | 9               |
| ユーリ・プリセツキー       | ピアノ協奏曲 ロ短調 アレグロ・アパッショナート    |                                                          | 松司馬拓                               | 松司馬拓指揮 Ensemble FOVE （Piano：實川風）   | 9、12           |
| ジャン・ジャック・ルロワ   | Partizan Hope                                     | 梅林太郎 冨永恵介                                        | 梅林太郎                               | 9、12                                          |                 |
| オタベック・アルティン     | ベートーヴェン交響曲第9番 第2楽章「降臨」-建国版- | 堀内貴晃                                                 | Ludwig van Beethoven （作曲） 松司馬拓 | 松司馬拓指揮 Ensemble FOVE                     | 12              |

### エキシビション用音楽
| キャラクター | 曲名                              | 作詞                                                     | 作曲・編曲 | アーティスト                                                      | 話数 |
| ------------ | --------------------------------- | -------------------------------------------------------- | ---------- | ----------------------------------------------------------------- | ---- |
| 勝生勇利     | デュエット 《離れずにそばにいて》 | 久保ミツロウ （イタリア語訳：Edoardo Gerlini、上田シマ） | 松司馬拓   | 松司馬拓指揮 Ensemble FOVE （Tenor：工藤和真、Soprano：松原凛子） | 12   |

## 各話リスト
| 話数     | サブタイトル                                        | 絵コンテ                                     | 演出                       | 作画監督 | 初放送日       |
| -------- | --------------------------------------------------- | -------------------------------------------- | -------------------------- | --- | -------------- |
| 第1滑走  | なんのピロシキ!! 涙のグランプリファイナル           | 山本沙代                                     | 宍戸淳                     | 平松禎史 伊藤憲子 | 2016年 10月6日 |
| 第2滑走  | 2人のユーリ!? ゆ〜とぴあの乱                        | 宍戸淳                                       | いがりたかし               | 近岡直 芳賀亮 梅津茜 沓澤洋子                                                                                          | 10月13日       |
| 第3滑走  | 僕がエロスでエロスが僕で!? 対決！温泉 on ICE        | 大塩万次郎 山本沙代                          | 久木晃嗣                   | 伊藤憲子 中村佑美子 LEE MIN BAE                                                                                        | 10月20日       |
| 第4滑走  | 自分を好きになって… 完成!!フリープログラム          | 大塩万次郎                                   | 新井宣圭                   | 梅津茜 芳賀亮 鎌田均                                                                                                   | 10月27日       |
| 第5滑走  | 顔まっ赤!!初戦だョ！ 中四国九州選手権大会           | 宍戸淳 山本沙代                              | 小野田雄亮                 | 伊藤憲子 梅津茜 LEE MIN BAE                                                                                            | 11月3日        |
| 第6滑走  | 開幕グランプリシリーズ やっチャイナ!!中国大会SP     | 大塩万次郎 山本沙代                          | 下司泰弘                   | 芳賀亮 崎口さおり LEE MIN BAE                                                                                          | 11月10日       |
| 第7滑走  | 開幕グランプリシリーズ やっチャイナ!!中国大会FS     | 平尾みほ 宍戸淳 大塩万次郎 久木晃嗣          | 山田弘和                   | 伊藤憲子 鎌田均 梅津茜                                                                                                 | 11月17日       |
| 第8滑走  | 勇利VSユーリ おそロシア!!ロシア大会SP               | 小林孝志 大塩万次郎 宍戸淳                   | 浅見松雄                   | 芳賀亮 崎口さおり 梅津茜                                                                                               | 11月24日       |
| 第9滑走  | 勇利VSユーリ おそロシア!!ロシア大会FS               | 新留俊哉 宍戸淳 山本沙代 久木晃嗣            | 小林孝志 山口美浩 大藪恭平 | 関口雅浩 島崎のぞみ 手島勇人 秋田学 梅津茜 丹羽恭利 三橋桜子                                                           | 12月1日        |
| 第10滑走 | 超がんばらんば！ グランプリファイナル直前スペシャル | 立川譲 宍戸淳                                | 森邦宏 高橋謙仁            | 崎口さおり 芳賀亮 久木晃嗣 梅津茜 竹島照子 河村夏生 朱原デーナ 三橋桜子 有我洋美 本多みゆき 滝野茉美 祝部由香 川原智弘 | 12月8日        |
| 第11滑走 | 超超がんばらんば!! グランプリファイナルSP           | 西村聡 宍戸淳 松田清                         | 下司泰弘                   | 梅津茜 秋田学 LEE MIN BAE                                                                                              | 12月15日       |
| 最終滑走 | 超超超がんばらんば!!! グランプリファイナルFS        | 宍戸淳 宇田鋼之介 境宗久 竹ノ内和久 山本沙代 | 新井宣圭 牧田佳織 山本沙代 | 梅津茜 芳賀亮 有我洋美 崎口さおり 大城美幸 鎌田均 朱原デーナ 宮地聡子 高澤美佳 古賀誠 LEE MIN BAE                      | 12月22日       |

## 放送局
| 放送期間                       | 放送時間                     | 放送局       | 対象地域   | 備考                      |
| ------------------------------ | ---------------------------- | ------------ | ---------- | ------------------------- |
| 2016年10月6日 - 12月22日       | 木曜 2:21 - 2:51（水曜深夜） | テレビ朝日   | 関東広域圏 | 製作参加                  |
| 2016年10月8日 - 12月24日       | 土曜 1:55 - 2:25（金曜深夜） | サガテレビ   | 佐賀県     |                           |
| 2016年10月10日 - 12月26日      | 月曜 1:00 - 1:30（日曜深夜） | BS朝日       | 日本全域   | BS放送                    |
| 2016年10月12日 - 12月28日      | 水曜 1:51 - 2:21（火曜深夜） | 長崎文化放送 | 長崎県     |                           |
| 2016年11月20日 - 2017年2月12日 | 日曜 2:00 - 2:30（土曜深夜） | サンテレビ   | 兵庫県     |                           |
| 2016年12月1日 - 2017年2月16日  | 木曜 22:00 - 22:30           | AT-X         | 日本全域   | CS放送 / リピート放送あり |

| 配信開始日     | 配信時間                     | 配信サイト |
| -------------- | ---------------------------- | --- |
| 2016年10月6日  | 木曜 2:51（水曜深夜）更新    | テレ朝動画 |
|                | 木曜 12:00 更新              | dTV ゲオチャンネル UULA                                                                                            |
|                | 木曜 21:00 - 21:30           | AbemaTV・新作TVアニメch                                                                                            |
| 2016年10月7日  | 金曜 0:00（木曜深夜）更新    | ビデオパス J:COMオンデマンド milplus Amazonプライム・ビデオ Google Play Store 楽天SHOW TIME ビデオマーケット GYAO! |
|                | 金曜 0:00 - 0:30（木曜深夜） | ニコニコ生放送 |
|                | 金曜 0:30（木曜深夜）更新    | ニコニコチャンネル                                                                                                 |
|                | 金曜 12:00 更新              | dアニメストア U-NEXT アクトビラ                                                                                    |
| 2016年10月8日  | 土曜 更新                    | TSUTAYA TV |
| 2016年10月14日 | 金曜 12:00 更新              | バンダイチャンネル アニメイトチャンネル                                                                            |

## 関連商品

### BD / DVD
| 巻 | 発売日         | 収録話          | 規格品番   | 規格品番   |
| 巻 | 発売日         | 収録話          | BD         | DVD        |
| -- | -------------- | --------------- | ---------- | ---------- |
| 1  | 2016年12月30日 | 第1話 - 第2話   | EYXA-11237 | EYBA-11231 |
| 2  | 2017年1月27日  | 第3話 - 第4話   | EYXA-11238 | EYBA-11232 |
| 3  | 2017年2月24日  | 第5話 - 第6話   | EYXA-11239 | EYBA-11233 |
| 4  | 2017年3月31日  | 第7話 - 第8話   | EYXA-11240 | EYBA-11234 |
| 5  | 2017年4月28日  | 第9話 - 第10話  | EYXA-11241 | EYBA-11235 |
| 6  | 2017年5月26日  | 第11話 - 第12話 | EYXA-11242 | EYBA-11236 |

### CD
| 発売日         | タイトル                                                               | 規格品番   |
| -------------- | ---------------------------------------------------------------------- | ---------- |
| 2016年12月21日 | Oh! スケトラ!!! ユーリ!!! on ICE／オリジナル・スケートソングCOLLECTION | EYCA-11291 |
| 2017年7月28日  | ユートラ? ユーリ!!! on ICE／サウンド・トラックCOLLECTION               | EYCA-11464 |

## ラジオ
『ユーリ!!! on RADIO』のタイトルで、2016年10月3日から12月26日まで、毎週月曜日19時30分から文化放送 超!A&G+にて配信された。メインパーソナリティは豊永利行（勝生勇利 役）と内山昂輝（ユーリ・プリセツキー 役）｡

## 評価

### 受賞歴
- 東京アニメアワードフェスティバル2017 アニメ オブ ザ イヤー テレビ部門 グランプリ・アニメファン賞（同時受賞）
- 日本キャラクター大賞2017 ニューフェイス賞
- 東京アニメアワードフェスティバル2018 アニメ オブ ザ イヤー アニメファン賞
- 第8回 ロケーションジャパン大賞 行楽度部門　特別賞
- アニメージュ第39回アニメグランプリ
  - 男性キャラクター部門グランプリ - ヴィクトル・ニキフォロフ
  - アニメソング部門グランプリ - 「History Maker」
- 第1回 クランチロール・アニメアワード[19]
  - 最優秀作品賞
  - 最優秀男性キャラ - 勝生勇利
  - 最優秀オープニング賞 - 「History Maker」
  - 最優秀エンディング賞 - 「You Only Live Once」
  - 最優秀アニメーション賞
  - ベストカップル賞 - 勇利＆ヴィクトル
  - 最も心温まるシーン賞 - ザ・キス（第7話）
- 平成アニソン大賞 ユーザー投票賞（2010年 - 2019年） - 「History Maker」[20]
- 第22回AMDアワード 年間コンテンツ賞 優秀賞[21]

## 劇場アニメ（制作中止）
2017年4月29日に千葉・舞浜アンフィシアターにて行われたイベント「ユーリ!!! on STAGE」夜の部にて完全新作の劇場アニメの制作が発表、2018年7月1日に行われた『ユーリ!!! on CONCERT』大阪夜公演にて、『ユーリ!!! on ICE 劇場版:ICE ADOLESCENCE』（ユーリ オン アイス げきじょうばん アイス アドレセンス）のタイトルで公開予定であることが発表された。当初は2019年公開の予定だったが、同年9月6日、「大幅な作品内容のスケールアップを図るため」として公開延期となることが発表された。2024年4月19日に製作中止が発表された。

### スタッフ（劇場アニメ）
- 原案 - 久保ミツロウ × 山本沙代[23]
- 監督・構成 - 山本沙代[23]
- ネーム（脚本原案）・キャラクター原案 - 久保ミツロウ[23]
- キャラクターデザイン - 平松禎史[23]
- 音楽 - 梅林太郎、松司馬拓[23]
- 音楽プロデューサー - 冨永恵介[23]
- アニメーション制作 - MAPPA[23]

## 展開・受容
- 全国向け放送は衛星波（BS朝日と各種有料放送）と各種動画配信に一任し、地上波は系列外3局（サガテレビ・サンテレビ・本放送終了後に放送のさんいん中央テレビ）と系列局1局（平成新局の長崎文化放送）のみの放送となった結果、昭和期に開局した基幹局11社（北海道テレビ・東日本放送・福島放送・新潟テレビ21・静岡朝日テレビ・メ～テレ・朝日放送テレビ・瀬戸内海放送・広島ホームテレビ・九州朝日放送・鹿児島放送）では全く放送がなかった他、兵庫県（朝日放送テレビの放送エリアである近畿広域県内）以外では製作委員会からのスポンサードネット・番組販売形式による同地域内の他系列局（過去にテレビ朝日およびその前身・NETテレビと系列関係だった中京テレビ・毎日放送・岡山放送や、広島県の民放3局時代にNETテレビ・毎日放送から広島ホームテレビの編成漏れ番組を相当数購入していた中国放送などを含む）や独立局（過去の歴史的経緯からテレビ朝日とも一定の関係があったKBS京都・岐阜放送など）への放映委譲も行われなかった。

- 最終回放映後の2016年12月26日に、主人公の出身である作中の架空の町「長谷津市」のモデルが唐津市であり、佐賀県の実在の物品が度々作中に登場したとして、佐賀県とコラボレーションが企画されていることが発表され[28][29]、『サーガ!!! on ICE』として2017年3月6日から5月7日まで行われた。第二弾は2017年9月1日から11月30日まで[30]、そして第3弾は2018年4月28日から8月30日まで開催[31]。

- 2017年2月15日より2月22日まで期間限定で、ビジュアルファンタジーRPGのモバイルゲーム『神撃のバハムート』にてコラボレーションが催され、イベント“魔性の凍土と氷上の貴公子たち”が展開された[32][33]。勝生勇利、ヴィクトル・ニキフォロフ、ユーリ・プリセツキーの3人が同ゲームのファンタジー世界に迷い込むという内容のオリジナルストーリーやカードが提供された。

- 2018年平昌オリンピックにおいて、開会式前の2月9日にスタートしていたフィギュアスケート団体で、須崎海羽と木原龍一のペアはSPの曲に挿入曲である「ユーリ!!!on ICE」を使用している[7]。

- 2018年2月16日より2月28日まで期間限定で、女性向けパズルRPGのモバイルゲーム『夢王国と眠れる100人の王子様』にてコラボレーションが催され、イベント“ユーリ!!! on夢100 〜100の温泉と滑れる3人のアイススケーター〜”が展開された[34]。同ゲームの世界観の下、夢王国にある湯元の国・廻天の秘湯「百温泉」を舞台に異世界から来た勝生勇利、ヴィクトル・ニキフォロフ、ユーリ・プリセツキーの3人に出会う内容のオリジナルストーリーやキャラクターとのやりとりが提供された。